# Malaltia per reflux gastroesofàgic
La malaltia per reflux gastroesofàgic (MRGE) és una afectació crònica de la mucosa esofàgica causada per l'àcid de l'estómac que puja des d'aquest a l'esòfag, donant lloc a símptomes o complicacions. Els símptomes inclouen el gust de l'àcid a la part posterior de la boca, cremor d'estómac, mal alè, dolor al pit i desgast de les dents. També pot ocasionar també signes i símptomes en les vies respiratòries, concretament en la laringe, llavors el trastorn s'anomena reflux faringolaringi (RFL). El RFL, a diferència de l'MRGE, és poc probable que produeixi cremor d'estómac, i de vegades es diu reflux silenciós. Les complicacions inclouen esofagitis, estenosi esofàgica i esòfag de Barrett.
Els factors de risc inclouen l'obesitat, l'embaràs, el tabaquisme, l'estrès, l'hèrnia hiatal, i la presa de certs medicaments. Els medicaments implicats poden incloure antihistamínics, blocadors dels canals de calci, antidepressius i pastilles per dormir. El reflux àcid es deu al tancament deficient de l'esfínter esofàgic inferior, que es troba a la unió entre l'estómac i l'esòfag. El diagnòstic entre aquells que no milloren amb mesures més senzilles pot incloure gastroscòpia, radiografies del trànsit esofagogàstric, monitoratge del pH esofàgic o manometria esofàgica.
Les opcions de tractament inclouen canvis d'estil de vida; medicaments; i, de vegades, cirurgia per a aquells que no milloren amb les dues primeres mesures. Els canvis en l'estil de vida inclouen menjar més lentament, no estirar-se durant tres hores després de menjar, aixecar el cap del llit, perdre pes, evitar aliments que provoquen símptomes i deixar de fumar. Els medicaments inclouen antiàcids, antagonistes dels receptors H₂, inhibidors de la bomba de protons i procinètics.
Al món occidental, entre el 10 i el 20% de la població es veu afectada per l'MRGE. El reflux gastroesofàgic ocasional sense símptomes ni complicacions molestes és encara més freqüent. Els símptomes clàssics de l'MRGE es van descriure per primera vegada el 1925, quan Friedenwald i Feldman van comentar l'acidesa d'estómac i la seva possible relació amb una hèrnia hiatal. El 1934 el gastroenteròleg Asher Winkelstein va descriure el reflux i va atribuir els símptomes a l'àcid estomacal.

## Diagnòstic
El diagnòstic se sol fer quan hi ha símptomes típics. El reflux pot estar present en persones sense símptomes i el diagnòstic de MRGE requereix tant els símptomes com alguna de les complicacions pel reflux del contingut estomacal.
L'esofagogastroscòpia no és necessària habitualment si el cas és típic i respon al tractament.

### Classificació per gravetat
La gravetat de l'esofagitis per reflux es classifica habitualment en quatre graus (per esofagogastroscòpia) segons la Classificació de Los Angeles:
| Grau A | Una (o més) lesions de la mucosa < 5 mm de longitud màxima |
| Grau B | Una (o més) lesions de la mucosa > 5 mm, que no s'estenen entre la part superior de dos plecs de la mucosa                                                               |
| Grau C | Una (o més) lesions de la mucosa, que s'estenen més enllà de la part superior de dos plecs de la mucosa però que afecten menys del 75% de la circumferència de l'esòfag. |
| Grau D | Una (o més) lesions de la mucosa, que afecten almenys un 75% de la circumferència esofàgica.                                                                             |